# Batolito Costero Peruano
El batolito costero peruano se refiere una serie de intrusiones de rocas graníticas paralelos a la costa del Pacífico en el Perú. Los más de mil plutones individuales que componen el batolito se extienden en un área de 1600 km de largo y 60 km de ancho. Estos cuerpos de roca ígnea fueron emplazados desde hace 100 millones los más antiguos hasta 37 millones los más jóvenes.
A pesar de ser llamados comúnmente granitos, las rocas más comunes son la granodiorita y la tonalita, ambas visualmente muy parecidas al granito propiamente. Además están asociadas a numerosos diques de andesita basáltica.
La exhumación (exposición) del batolito se debe a una disminución del ángulo de subducción a menos de 10° de la Placa de Nazca, lo que habría terminado con el vulcanismo y causado además una fuerte alza de los Andes, que junto a la erosión dejó expuesto el interior de esta engua zona volcánica. A su vez la disminución del ángulo de subducción se le atribuye a la cordillera submarina de Nazca, aunque algunos científicos consideran que esto no sería suficiente para cambiar el ángulo de subducción de una zona tan amplia.